# Al-Muwaṭṭaʾ
Al-Muwaṭṭaʾ (in arabo المُوَطّأ‎?) è una delle prime raccolte di ʾaḥādīth, comprendente questioni relative alla legge islamica, compilata dall'Imam Mālik ibn Anas. L'opera più nota di Mālik è l'al-Muwaṭṭaʾ, il primo esempio di raccolta comprendente ḥadīth e fiqh. L'opera venne accolta con grandi lodi, tanto che Abū Bakr b. al-ʿArabī disse: L'al-Muwaṭṭaʾ è il primo impianto e il nucleo principale, mentre l'opera di al-Bukhārī, il Ṣaḥīḥ, è la seconda. Tutte le altre sono state costruite sulla base di queste due, come ad esempio fecero Muslim e al-Tirmidhi."

## Descrizione
Si considera che la giurisprudenza islamica sia nata sulla base delle raccolte di ḥadīth, oltre che sul Corano. Tuttavia l'al-Muwaṭṭaʾ non è semplicemente una collezione di ḥadīth, perché molti dei precetti giuridici in esso contenuti non sono basati su tradizioni. Il libro parla di rituali, riti, costumi, tradizioni, norme e leggi del tempo del profeta Maometto.

## Autenticità
L'Imam Mālik compose il Muwaṭṭaʾ lungo l'arco di tempo di circa quarant'anni, tutti spesi a studiare il "terreno ben battuto" della gente di Medina. Il nome della sua opera significa anche che è il libro "molte volte concordato" - i cui contenuti il popolo di Medina aveva approvato all'unanimità. La sua posizione elevata è tale che la gente di ogni scuola di fiqh e tutti gli imam sono d'accordo sull'autenticità dei ḥadīth contenuti nel capolavoro di Mālik.
Il famoso giurisperito islamico, al-Shāfiʿī disse: "Non c'è sulla faccia della terra un libro - dopo il libro di Allah – che sia più autentico del libro di Mālik".

## Composizione dell'al-Muwaṭṭaʾ
L'al-Muwaṭṭaʾ è costituito da circa 1.720 ḥadīth, così suddivisi:
- 600 marfūʿ (relativi al profeta Maometto)
- 613 mawqūf (relativi ai suoi "compagni", cioè contemporanei)
- 285 maqṭūʿ (relativi ai Tābiʿūn, letteralmente "Seguaci", personaggi della generazione successiva)
- 222 mursal (sul Profeta ma riportati a partire da Tabi'un)

## Commenti sull'al-Muwaṭṭaʾ
Data l'importanza dell'al-Muwaṭṭaʾ per i musulmani sunniti, esso è stato spesso accompagnato da commenti, per la maggior parte, ma non esclusivamente, da allievi di Mālik b. Anas.
- al-Tamḥīd di Yūsuf b. ʿAbd al-Barr, organizzato secondo i tradizionisti che hanno trasmesso la narrazioni e comprende estese biografie sui diversi tradizionisti.
- al-Istidhkār, anch'esso di Ibn ʿAbd al-Barr, è più un'esegesi sui ḥadīth inseriti nel libro che uno studio critico, come nel caso precedente. Si dice che l'al-Istidhkār venne scritto sulla base del Tamḥīd, come lo stesso Ibn ʿAbd al-Barr accenna nella sua introduzione. Tuttavia, attraverso un attento esame risulta che l'autore fece la revisione di entrambi, dopo il loro completamento, frutto del confronto incrociato dei due lavori.
- Suyuti, sebbene fosse un seguace della scuola sciafeita, scrisse un breve commento sull'al-Muwaṭṭaʾ.
- Al-Musaffa sharḥ al-Muwaṭṭaʾ, di Shah Wali Allah Dihlawi (al-Musaffa Sharḥ al-Muwaṭṭaʾ in persiano).
- Al-Muntaqā sharḥ al-Muwaṭṭaʾ, di Abu al-Walid al-Baji.[3] Lo Sharḥ al-Muwaṭṭaʾ ha due versioni: al-Istifāʾ e il riassunto al-Muntaqa.[4]
- Awjāz al-Masālik ilā Muwaṭṭaʾ Imām Mālik è un commento scritto da Muhammad Zakariyya al-Kandahlawi. Egli iniziò il lavoro nel 1927 a Medina all'età di 29 anni.
- Sharḥ Muwaṭṭaʾ al-Mālik, di Muhammad al-Zurqani. Viene considerato come basato su altri tre commenti dell'al-Muwaṭṭaʾ; il Tamḥīd e l'Istidhkār di Yūsuf b. ʿAbd al Barr e l'al-Muntaqa di Abu al-Walid al-Baji.
- al-Imlāʾ fī Sharḥ al-Muwaṭṭaʾ in 1.000 fogli, di Ibn Hazm.[5]
- Sharḥ Minhāj, di Subkī.[6]
- Sharḥ Muwaṭṭaʾ, di Ali al-Qari